# Gianni Siragusa
Gianni Siragusa (Messina, 21 febbraio 1936 – 2023) è stato un regista e sceneggiatore italiano.

## Biografia
Inizia la sua attività nel mondo del cinema come segretario di edizione, collaborando alla realizzazione di film quali Serenata a Maria, Onore e sangue e La montagna di luce. Nel 1970 prende parte al film Indio Black, sai che ti dico: sei un gran figlio di..., unica partecipazione come attore. È inoltre aiuto regista in vari film, tra cui Porca società, Il vizio ha le calze nere, Cagliostro e Povero Cristo. In particolare, Siragusa sostiene di aver girato interamente queste ultime tre pellicole, nonostante siano firmate da Tano Cimarosa, Daniele Pettinari e Pier Carpi.
Fa il suo esordio ufficiale alla regia nel 1976, col thriller d'azione 4 minuti per 4 miliardi, conosciuto anche col titolo Quelli dell'antirapina. Il suo secondo film, Buitres sobre la ciudad, nonostante sia una co-produzione italo-spagnola con la partecipazione di attori noti (Maurizio Merli e Lilli Carati), non è mai stato distribuito in Italia a causa di problemi di produzione.
Durante la prima metà degli anni ottanta gira due film appartenenti al filone Women in prison: Perverse oltre le sbarre e Detenute violente. La regia di quest'ultimo, firmata con lo pseudonimo Willy Regant, viene spesso erroneamente attribuita allo sceneggiatore Sergio Garrone. Nel 1986 realizza anche l'erotico Mia zia 077, conosciuto anche col titolo Carpire una ricerca, circolato solo su qualche TV locale.
Nel 1986 esce il dramma erotico Senza vergogna, debitore del genere portato alla ribalta da Grazie zia e Malizia. Nello stesso anno, Siragusa comincia a girare un film ispirato agli omicidi del Mostro di Firenze intitolato prima Fermate il mostro, poi Tramonti fiorentini, poi ancora Quel violento desiderio e successivamente Horror Assassination, la cui lavorazione viene sospesa per problemi economici. Il film viene poi completato sempre da Siragusa e distribuito nel 1991 col titolo 28º minuto, ma risulta firmato dall'esordiente Paolo Frajoli per ottenere il finanziamento pubblico riservato alle opere prime.
Nel 1997 firma la sua ultima pellicola edita, il film per la TV Inquietudine, originariamente inteso come pilota di una serie televisiva che però non è mai entrata in produzione.
Nel 2000 il produttore Salvatore Carrara gli affida la regia del film La strage degli innocenti, sul mostro di Marcinelle, un progetto originariamente sviluppato da Alberto Cavallone. Il film, firmato da Carrara ma diretto da Siragusa a partire dalla sceneggiatura di Cavallone, rimane però inedito.

## Filmografia
- 4 minuti per 4 miliardi (1976)
- Buitres sobre la ciudad (1981)
- Perverse oltre le sbarre (1984)
- Detenute violente (1985)
- Mia zia 077 (1986)
- Senza vergogna (1986)
- 28º minuto – firmato da Paolo Frajoli (1991)
- Inquietudine – film TV (1997)
- La strage degli innocenti – firmato da Salvatore Carrara, inedito (2000)